# Німецький орел
Німе́цький оре́л (нім. Deutscher Adler), або імпе́рський оре́л (нім. Reichsadler) — у геральдиці гербова фігура у вигляді чорного орла на золотому тлі, часто із червоним озброєнням (лапами) і язиком. Використовувався на гербах німецьких держав та їхніх правителів: Священної Римської імперії, Тевтонського ордену, Австрійської імперії, Пруссії, Німецької імперії (1871—1918), Веймарської республіки (1919—1933), Австрії (з 1919), Нацистської Німеччини (1933—1945), Федеративної Республіки Німеччина. Походить від римського орла, одного із символів Римської імперії, якого обрав своєю емблемою Карл Великий, перший імператор Священної Римської імперії. Вживався як символ імператорської влади у Каролінзьку епоху. Набув особливого поширення з другої половини ХІІ ст., у часи правління імператора Фрідріха Барбароси. Як гербова фігура, що символізувала усю імперію, відомий з середини ХІІІ ст. З другої половини ХІІІ ст., під впливом візантійської емблематики, зображувався у вигляді двоголового орла; на прусських теренах зберіглася традиція малювати орла одноголовим. Використовувався як надержавний національний символ усіх німців в часи революції 1848—1849 років, від кольорів якого походить сучасний прапор Німеччини. У нацистську добу поєднувався зі свастикою. Присутній у територіальній геральдиці Німеччини, Австрії, Північної Італії, а також історичних гербах міст Чехії, Угорщини, Нідерландів, Фландрії, Іспанії, а також країн Нового Світу. Сучасна назва у Федеративній Республіці Німеччина — федеральний орел (нім. Bundesadler).

## Історія

### Нацистська Німеччина

Німецький орел (1935–1945)

Після того, як Адольф Гітлер прийшов до влади в 1933, орел Веймарської республіки був збережений до 1935 року. НСДАП, яка перебувала при владі, використовувала як свою емблему чорного орла, який тримав у лапах стилізований дубовий вінок, зі свастикою в центрі. Партія використовувала орла, який дивиться на своє ліве плече і, будучи символом нацистської партії, називався Партійний орел (нім. Parteiadler).
Після 1935 року нацисти представили свій партійний символ як національний герб. Ця версія орла символізувала імперію і тому називалася Державним (Імперським) орлом (Reichsadler). Його можна відрізнити від Партійного орла тому, що орел дивиться на своє праве плече.
Емблему запроваджено декретом  Гітлера від 1 листопада 1935 року.
| Оригінал |  | Переклад |
| --- |  | --- |
| Verordnung über das Hoheitszeichen des Reichs. Vom 5. November 1935. |  | Розпорядження про державну емблему Імперії від 5 листопада 1935. |
| Um der Einheit von Partei und Staat auch in ihren Sinnbildern Ausdruck zu verleihen, bestimme ich: - Artikel 1 Das Reich führt als Sinnbild seiner Hoheit das Hoheitszeichen der Nationalsozialistischen Deutschen Arbeiterpartei. - Artikel 2 Die Hoheitszeichen der Wehrmacht bleiben unberührt. - Artikel 3 Die Bekanntmachung, betreffend das Reichswappen und den Reichsadler vom 11. November 1919 (Reichsgesetzbl. S. 1877) wird aufgehoben. - Artikel 4 Der Reichsminister des Innern erläßt im Einvernehmen mit dem Stellvertreters des Führers dir zur Ausführung des Artikels 1 erforderlichen Vorschriften. |  | Щоб виразити єдність партії і держави в тому числі і у зв'язку з їх емблемами, я вирішив: - Стаття 1 Державною емблемою Імперії стає емблема Націонал-соціалістичної німецької робітничої партії. - Стаття 2 Державна емблема вермахту залишається незмінною. - Стаття 3 Закон про Імперський герб та імператорського орла від 11 листопада 1919 року (Reichsgesetzbl. S. 1877) скасовується. - Стаття 4 Відповідно до доручення фюрера, рейхсміністр внутрішніх справ прийме правила, необхідні для виконання статті 1. |
| Berlin, den 1. November 1935. |  | Берлін, 1 листопада 1935. |
| Der Führer und Reichskanzler Adolf Hitler Der Reichsminister des Innern Frick Der Stellvertreter des Führers R. Heß |  | Фюрер і Рейхсанцлер Адольф Гітлер Рейхсміністр внутрішніх справ Фрік Заступник фюрера Р. Гесс |

7 березня 1936 року Гітлер додав, що:
 У правилах, що стосуються Національної емблеми Імперії від 5 листопада 1935 р., статтю 1 викласти таким чином: Державним гербом Імперії є свастика, оточена дубовим вінком, на дубовому вінку розташований орел з розпростертими крилами. Голова орла звернена вправо.
Фюрер і канцлер Адольф Гітлер
Декрет про розробку Національного герба Імперії від 7 березня 1936— 1936 Verordnung über die Gestaltung des Hoheitszeichens des Reichs (07.03.1936)
Після закінчення Другої світової війни і до нашого часу в Німеччині на деяких державних будівлях досі розміщені імперські орли (Reichsadler). Так, наприклад, станом на 2023 рік, депутати від Соціал-демократичної партії Німеччини вимагають у влади демонтажу Націонал-соціалістичної символіки на громадських будівлях у федеральних землях Рейнланд-Пфальц, Баден-Вюртемберг та інших.

## Галерея

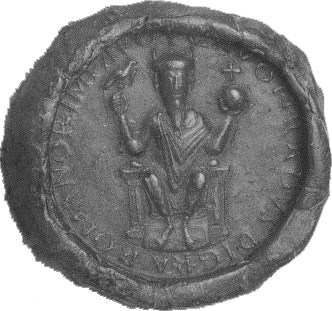
Печатка Конрада ІІ 1029
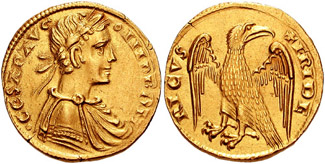
Золотий Фрідріха ІІ 1250
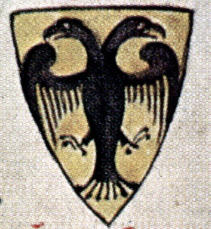
Герб Оттона IV бл. 1250
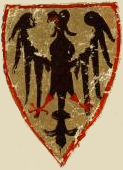
Герб Генріха VI бл. 1304
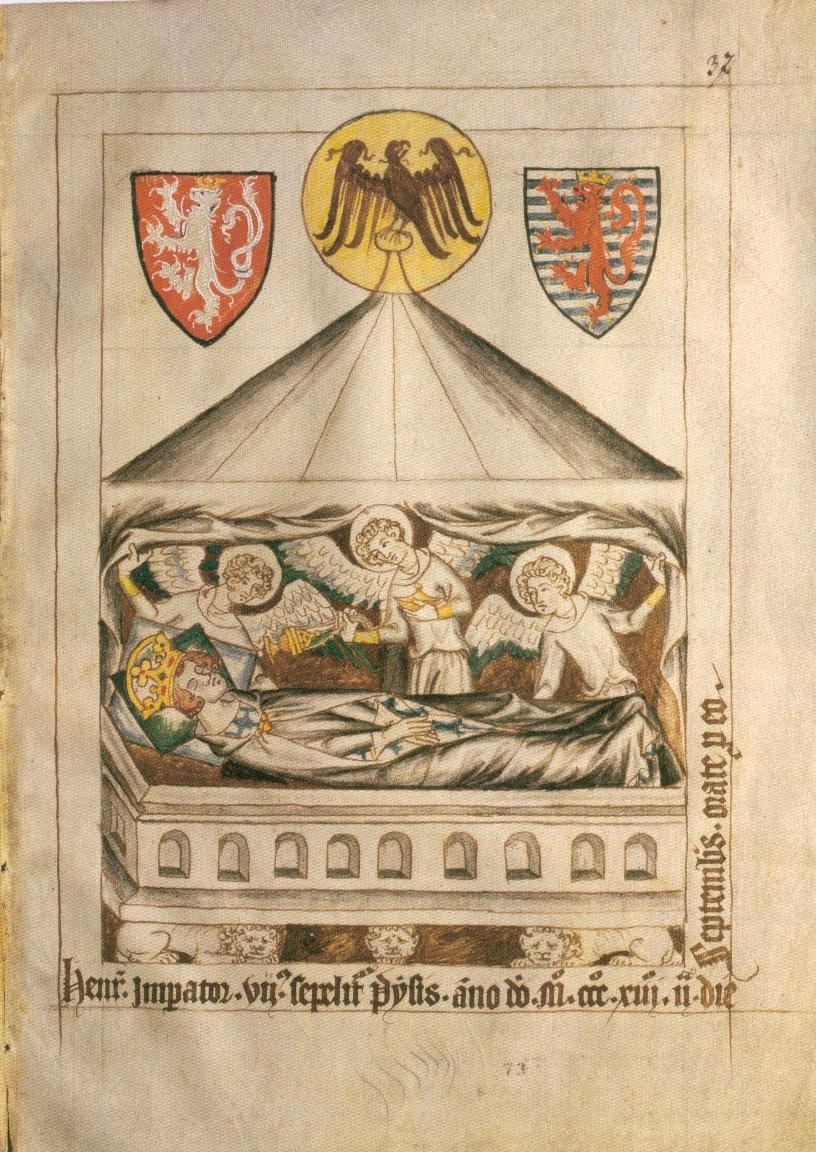
Могила Генріха VII 1340
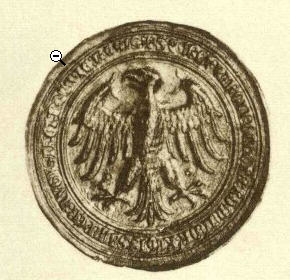
Печатка Карла IV 1349
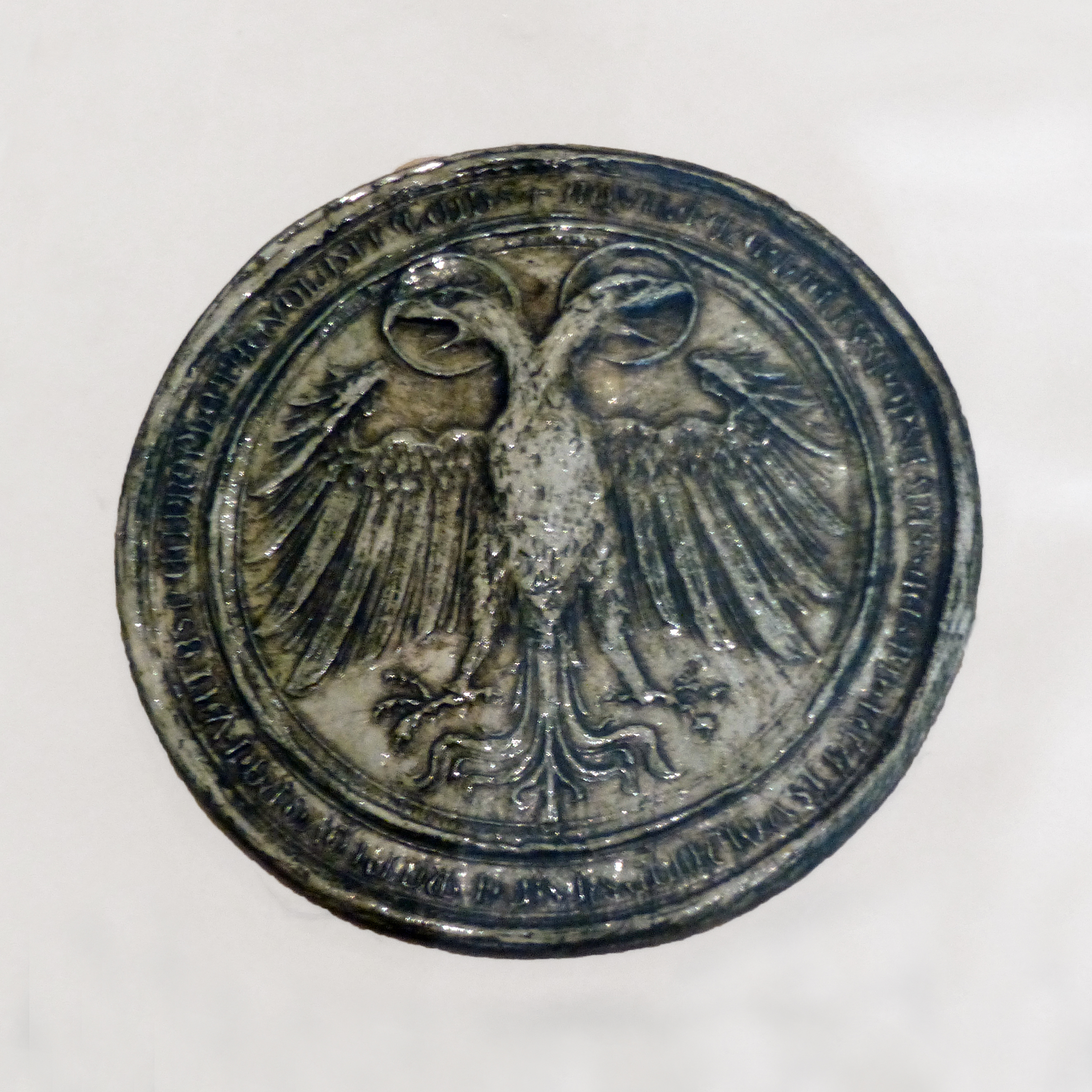
Печатка Сигізмунда 1433
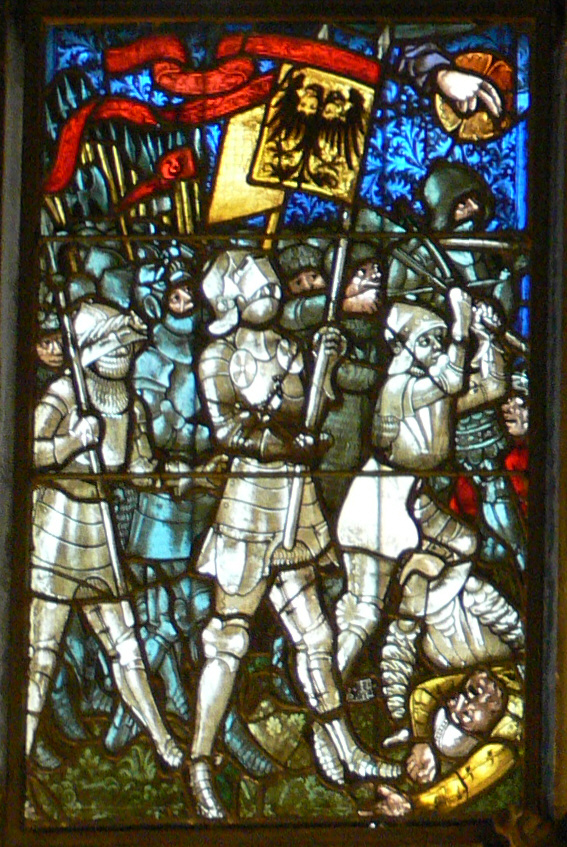
Прапор Імперії бл. 1450
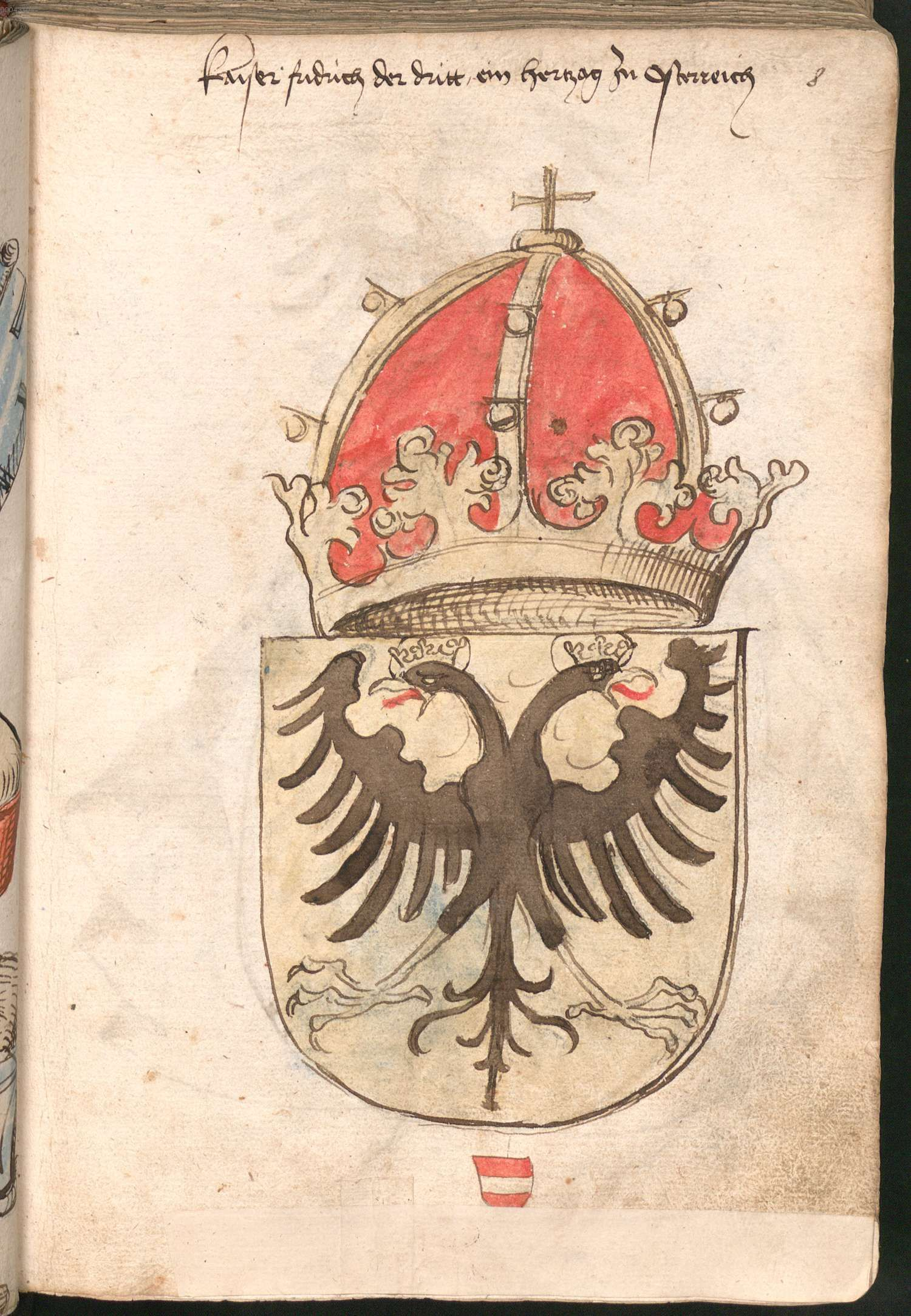
Герб Фрідріха ІІІ 1490
Герб Імперії 1510
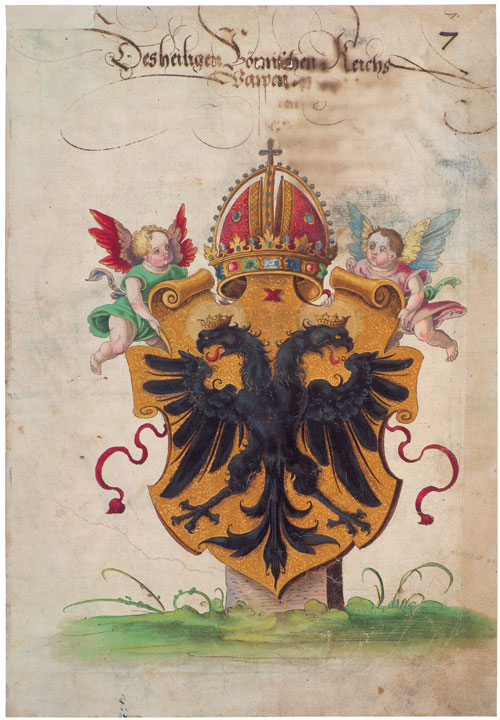
Герб Імперії 1540
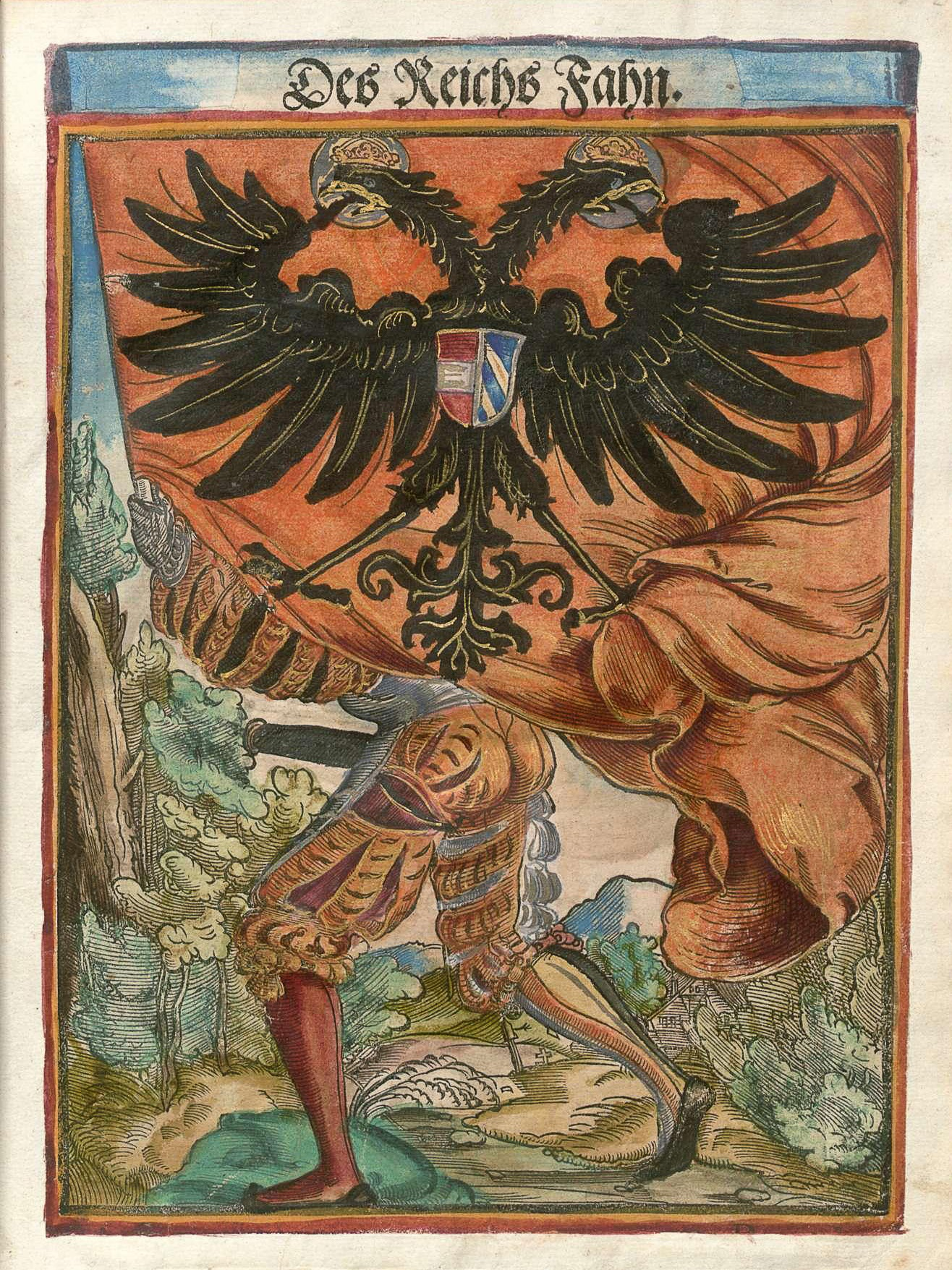
Прапор Імперії 1545
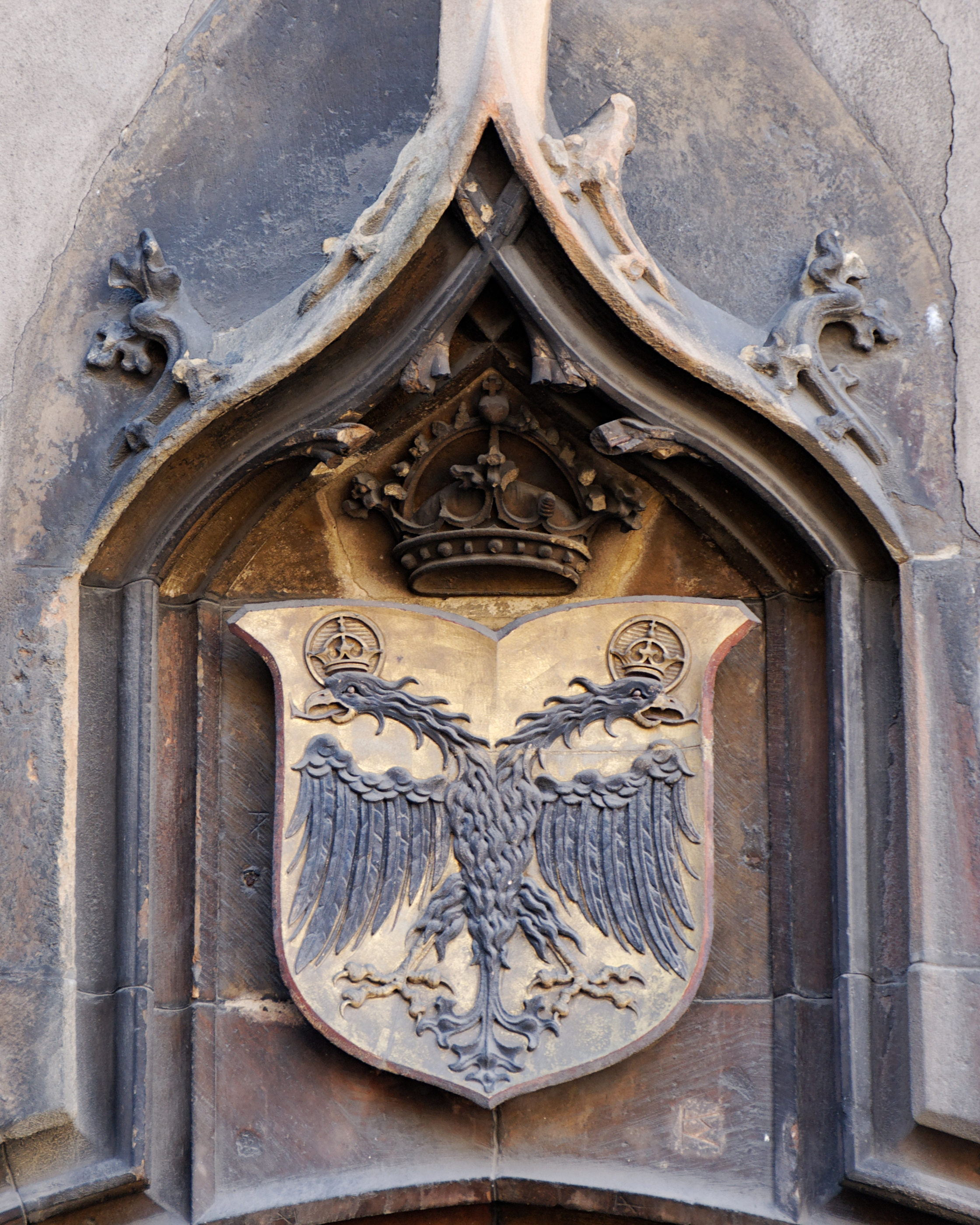
Герб Імперії XVI ст.
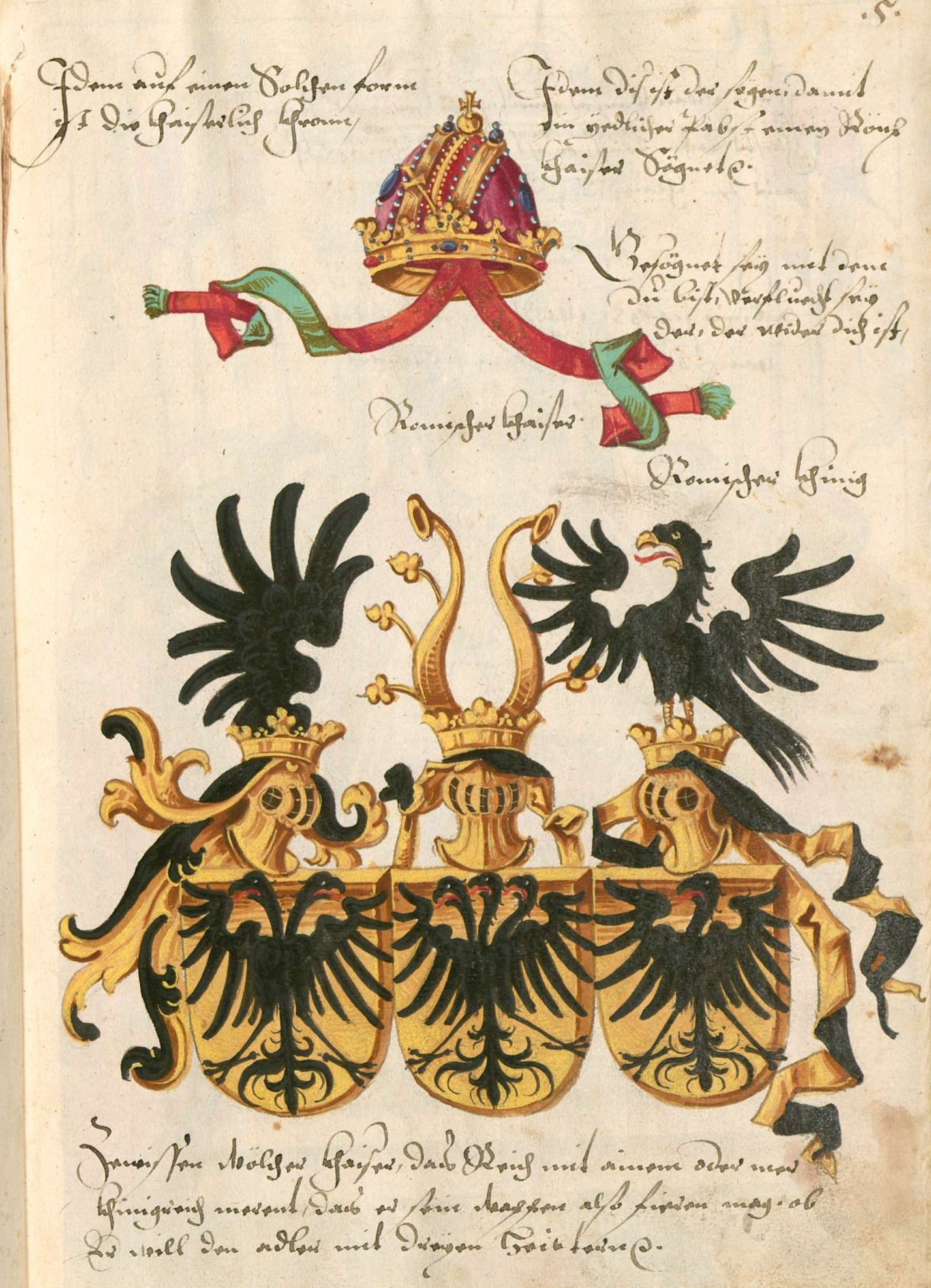
Імперські орли 1602
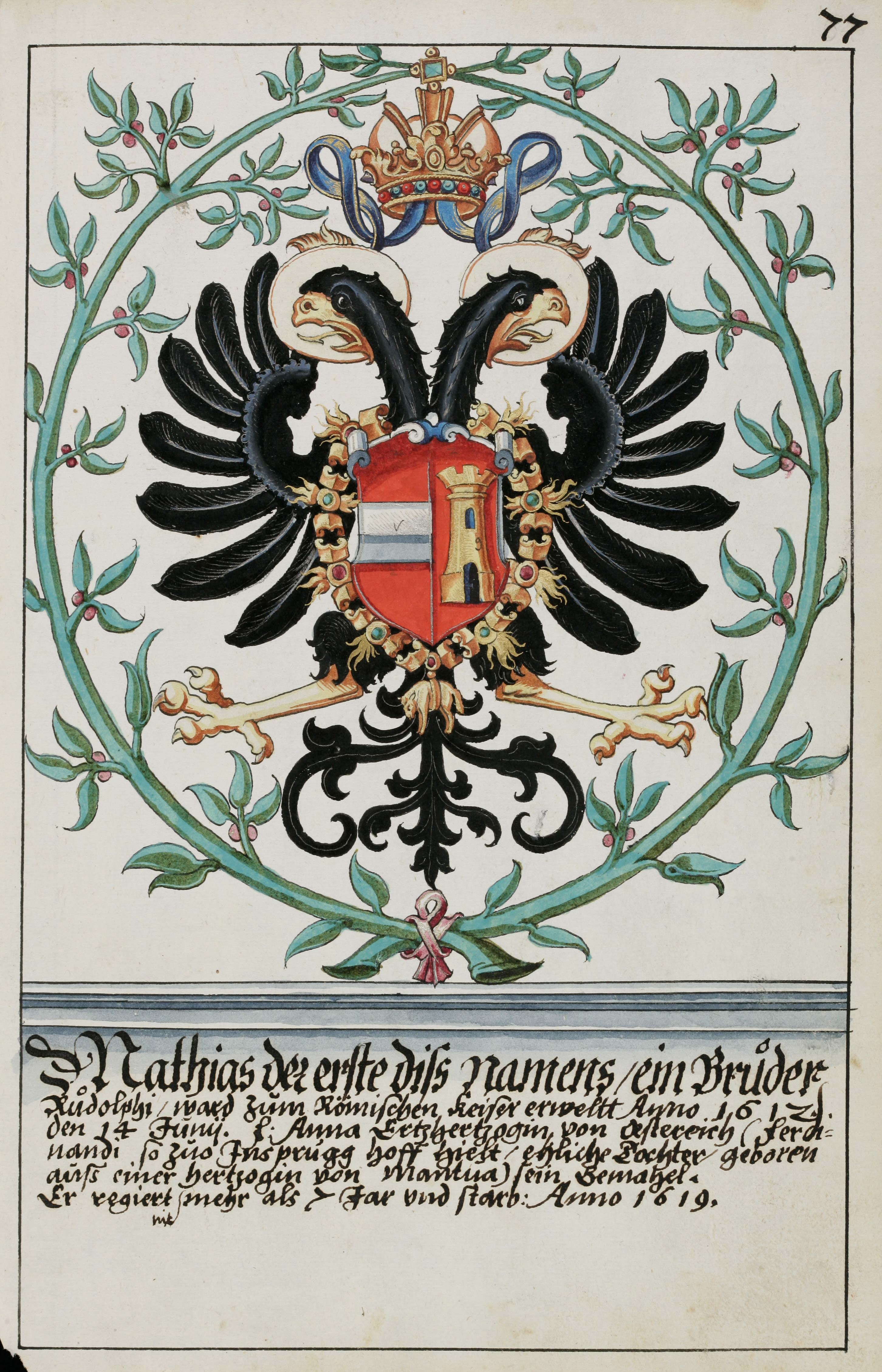
Герб Імперії 1627
Німецька імперія 1848—1849
Австрійська імперія 1867–1915
Німецька імперія 1888–1918
Веймарська Німеччина 1919–1927
Веймарська Німеччина 1928–1935
Партійний орел 1933–1945
Імперський орел 1933–1945
Австрія 1934 – 1938
Австрія з 1945